# 당진면천읍성
당진 면천읍성(唐津 沔川邑城)은 대한민국 충청남도 당진시 면천면에 있는 조선시대의 읍성이다. 1993년 12월 31일 충청남도의 기념물 제91호로 지정되었다.

## 개요
이 읍성은 1439년(세종 21년) 11월 왜구의 침입에 대비하기 위해 쌓은 평지읍성으로 조선후기까지 면천의 군사 및 행정중심지의 기능을 수행하였다. 성벽은 자연석을 잘 다듬어 쌓았는데, 외부는 석축이고 내부는 돌을 채운 후 흙으로 덮고 쌓았다.
현 성벽의 둘레는 1,336m인데, 성을 쌓을 당시는 치성과 옹성의 길이를 합한 전체 길이는 1,564m 정도로 추정된다. 현재 옹성 1개소, 문터 4개소를 비롯하여 치성 3개소가 확인되었으나 원래 치성은 7개소가 있었던 것으로 기록되어 있다. 성벽의 바깥면에 옥천ㆍ진잠ㆍ석성 등 충청도 관내의 군현명칭이 새겨진 성돌이 있는 것으로 보아 이 읍성을 쌓는데 다른 지방의 사람들이 동원되었음을 알 수 있다.
이 면천읍성은 조선시대 성을 쌓은 규정이 가장 잘 반영된 우수한 유적으로 해안에 위치하고 있는 읍성연구에 있어 중요한 자료이다.

## 참고 자료
- 당진면천읍성 - 국가유산청 국가유산포털